# Enrico Bianchi
Enrico Bianchi   (Coira, 13 de maig de 1930 - 26 de març de 2025) és un remer suís, ja retirat, que va competir durant la dècada de 1950.
El 1952 va prendre part en els Jocs Olímpics d'Estiu de Hèlsinki, on guanyà la medalla de plata en la prova del quatre amb timoner del programa de rem. Formà equip amb Karl Weidmann, Heinrich Scheller, Emile Ess i Walter Leiser. El 1960 va disputar els Jocs de Roma, on quedà eliminat en semifinals del vuit amb timoner.
En el seu palmarès també destaquen tres medalles al Campionat d'Europa de rem, de plata el 1951 i de bronze el 1953 i 1954.